# 紀元前582年
紀元前582年（きげんぜん582ねん）は、西暦（ローマ暦）による年。紀元前1世紀の共和政ローマ末期以降の古代ローマにおいては、ローマ建国紀元172年として知られていた。紀年法として西暦（キリスト紀元）がヨーロッパで広く普及した中世時代初期以降、この年は紀元前582年と表記されるのが一般的となった。

## 他の紀年法
- 干支 : 己卯
- 日本
  - 皇紀79年
  - 天皇空位（便宜上神武天皇79年と表記されることもある）
- 中国
  - 周 - 簡王4年
  - 魯 - 成公9年
  - 斉 - 頃公17年
  - 晋 - 景公18年
  - 秦 - 桓公22年
  - 楚 - 共王9年
  - 宋 - 共公7年
  - 衛 - 定公7年
  - 陳 - 成公17年
  - 蔡 - 景侯10年
  - 曹 - 宣公13年
  - 鄭 - 成公3年
  - 燕 - 昭公5年
  - 呉 - 寿夢4年
- 朝鮮
  - 檀紀1752年
- ユダヤ暦 : 3179年 - 3180年

## できごと

### 中国
- 晋・魯・斉・宋・衛・鄭・曹・莒・杞が蒲で同盟した。
- 鄭の成公が楚の公子成と鄧で会合した。
- 鄭の成公が晋に赴くと、晋の人は鄭が裏切って楚についたことを責めて、成公を銅鞮に抑留した。
- 晋の欒書が鄭を攻撃すると、鄭は伯蠲を使節として講和を求めたが、晋の人はこれを殺した。
- 楚の子重（公子嬰斉）が陳に侵入し、鄭を救援した。
- 晋の景公が楚の鍾儀を帰国させて、和議に尽力させた。
- 楚の子重が莒を攻撃し、渠丘・莒・鄆の3邑を攻略した。
- 秦と白狄が晋を攻撃した。
- 鄭が許を包囲した。
- 楚の共王が公子辰を晋に派遣し、修好を願い出た。

## 死去
- 斉の頃公